# Farkas Mihály (politikus)
Farkas Mihály (született Lőwy Hermann, Abaújszántó, 1904. július 18. – Budapest, 1965. december 6.) magyar kommunista politikus, honvédelmi miniszter, a Rákosi-korszak meghatározó személyisége, a teljhatalmú „négyesfogat” és a szűkebb ún. „trojka” tagja volt. Fia, Farkas Vladimir ÁVH-s kihallgatótiszt volt.

## Élete

### Ifjú évek, emigráció
Anyja Lőwy Janka, szepesófalui születésű, 24 éves cselédlány. A trianoni békeszerződés után Kassán, Csehszlovákiában maradt családjával. Az 1920-as évektől Kassán és Prágában kommunista pártmunkás volt, 1925-1929 között e tevékenysége miatt börtönben ült. Szabadulása után részt vett a spanyol polgárháború harcaiban, majd a Szovjetunióba került. A második világháború idején részt vett a Moszkvából irányított és végzett háborúellenes propagandatevékenységben. Első felesége, Löwy Regina emigrálása után 1931-ben vette feleségül Käthe Rüdigert a Szovjetunióban.

### Az átmenet évei
A legtöbb moszkovitához hasonlóan 1944 őszén érkezett Magyarországra Gerő Ernővel és Révai Józseffel együtt. Ez idő tájt változtatta meg a nevét Farkasra. Rákosi Mátyás, Gerő Ernő és Révai József mellett vezető szerepet töltött be a fokozatosan állampárttá váló kommunista tömörülésben. 1945 májusától tagja volt a Magyar Kommunista Párt (MKP) Központi Vezetőségének (KV), Politikai Bizottságának (PB) és titkárságának. 1945-ben belügyi államtitkár lett. 1946-ban pártfőtitkár-helyettessé választották, és az MKP Szervező Bizottságát vezette. Még a szovjet felszabadító harcok alatt megkezdte a föld alól, illegalitásból kilépő Kommunista Párt és a Függetlenségi Front megszervezését, 1945 tavaszán mint belügyi államtitkár tevékeny részt vett a demokratikus rendőrség megteremtésében. 1948-ban az MKP és a Magyarországi Szociáldemokrata Párt egyesüléséből létrejött Magyar Dolgozók Pártja (MDP) főtitkárhelyettese lett Kádár János és Marosán György mellett.

### Szerepe a diktatúrában
1948 szeptember 10-én a Magyar Dolgozók Pártja, amely a honvédelem kérdésének fontosságát kezdettől fogva a legvilágosabban látta, Farkas vezérezredest a honvédség élére küldte.

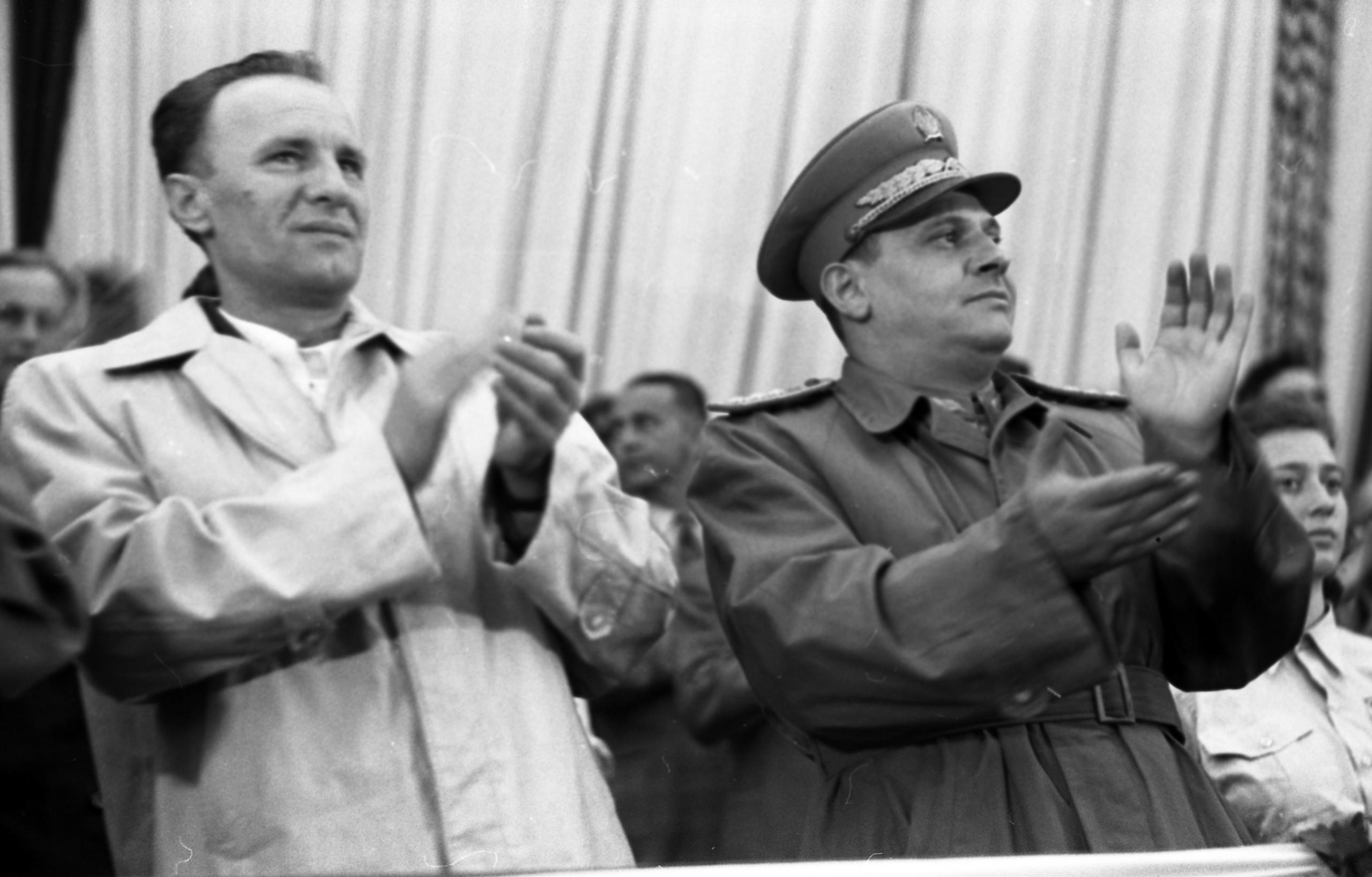
Kádár János és Farkas Mihály a DISZ megalakulása alkalmából tartott nagygyűlésen 1950 júniusában

1948. szeptember 10-étől 1953. július 2-áig honvédelmi miniszterként tevékenykedett, 1950 novemberétől pedig a KV előtt is eltitkolt Honvédelmi Bizottság (HB) tagja lett Rákosi és Gerő mellett. (A bizalmatlanul kezelt Révai nélküli hármasukat szokás „trojka” névvel illetni.) Miniszterré történő kinevezése alkalmával vezérezredesi, majd 1950. november 15-től hadseregtábornoki rangot viselt. Miniszterként egyik fő feladatának tekintette, hogy a honvédség átalakítása során a régi ludovikásokat eltüntesse. Szervezőként részt vett a tábornokok perében. Az ÁVO, majd a belügyminisztériumtól 1949-ben különvált és a HB alá rendelt ÁVH egyik politikai irányítójaként az alatta elkövetett törvénysértő cselekedetek egyik irányítója volt. 1949-ben Kádár János belügyminiszter mellett tevékeny szerepet vállalt Rajk László koncepciós perének lebonyolításában.
1953-ban, a fordulat idején önkritikát kellett gyakorolnia, elvesztette miniszteri tárcáját, és Révaival együtt kizárták a PB-ből. Az 1956-os forradalmat megelőző napokban a diákság egyik követelése Rákosi és Farkas népbíróság elé állítása volt. A forradalom leverését követően 1957 tavaszán és nyarán a csúcsvezetők közül egyedüliként „a személyi kultusz éveiben” elkövetett bűnökért és törvénysértésekért bíróság elé állították, és tizenhat évnyi börtönbüntetésre ítélték, ahonnan 1961-ben szabadult.

### Utolsó évei
Szabadulása után a Gondolat Könyvkiadó lektoraként dolgozott. Sohasem rejtette véka alá a kommunizmusba vetett hitét, s mindvégig kiállt saját ártatlansága mellett. Munkatársai és főnökei meg voltak elégedve munkájával, s többször kitüntetésre is előterjesztették, amit azonban a Központi Bizottság megvétózott. Míg első, '20-as évekbeli bebörtönzésekor felesége hagyta el, a második fogsága fiától szakította el. Mindezek, valamint a központi pártbizottság vele szemben megnyilvánuló magatartása, amely világossá tette számára, hogy nincs helye a további politikai életben, mély depresszióba sodorták, s végül öngyilkosságba kergették.
Első feleségétől született fia, Farkas Vladimir az ÁVH egyik leghírhedtebb tagja volt, akit apjával együtt a Rákosi- és a Kádár-rendszer is bűnbaknak kiáltott ki az 1950-es évek eleji sztálinista terrorért (noha abban gyakorlatilag a teljes korabeli pártvezetés különböző mértékben ugyan, de érintett volt).

## Kitüntetései
- Népköztársasági Érdemrend I. és III.fokozata(1949)
- Magyar Szabadság érdemrend Ezüst fokozata(1945) és Arany fokozata(1946)
- Kossuth-érdemrend I.fokozata(1950)
- Közbiztonsági Érem(1947,Korai tipus,Belügyi államtitkári szolgálatáért)
- 48-as Díszérem (1948)
- Az 1941–1945-ös Nagy Honvédő Háborúban Németország Fölött Aratott Győzelemért érdemérem
- A Garibaldi Brigád Érdemcsillagja(Olaszország,1945)
- Fehér Oroszlán Katonai Rendjének a II.fokozata(1945)

## Művei

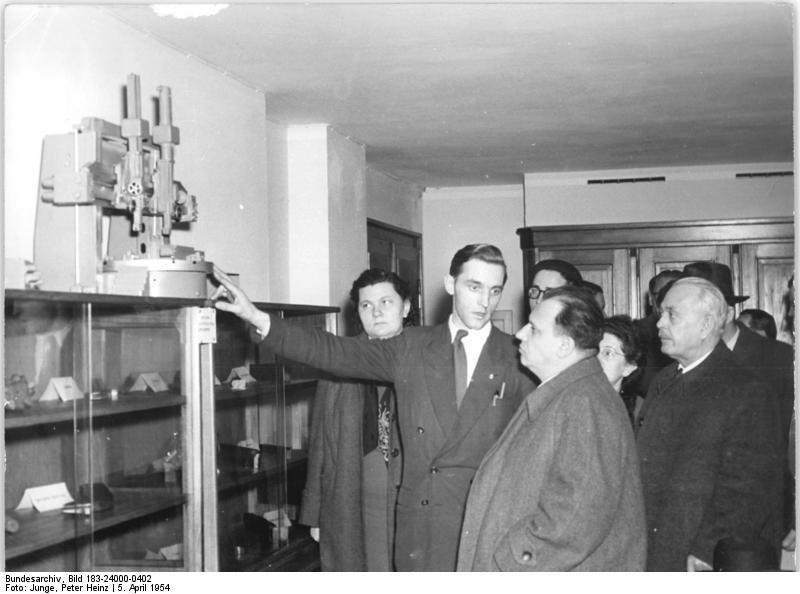
Farkas (középen) és Rónai Sándor (mögötte) üzemlátogatáson a Német Szocialista Egységpárt IV. kongresszusának szünetében Berlinben, 1954. április 5-én

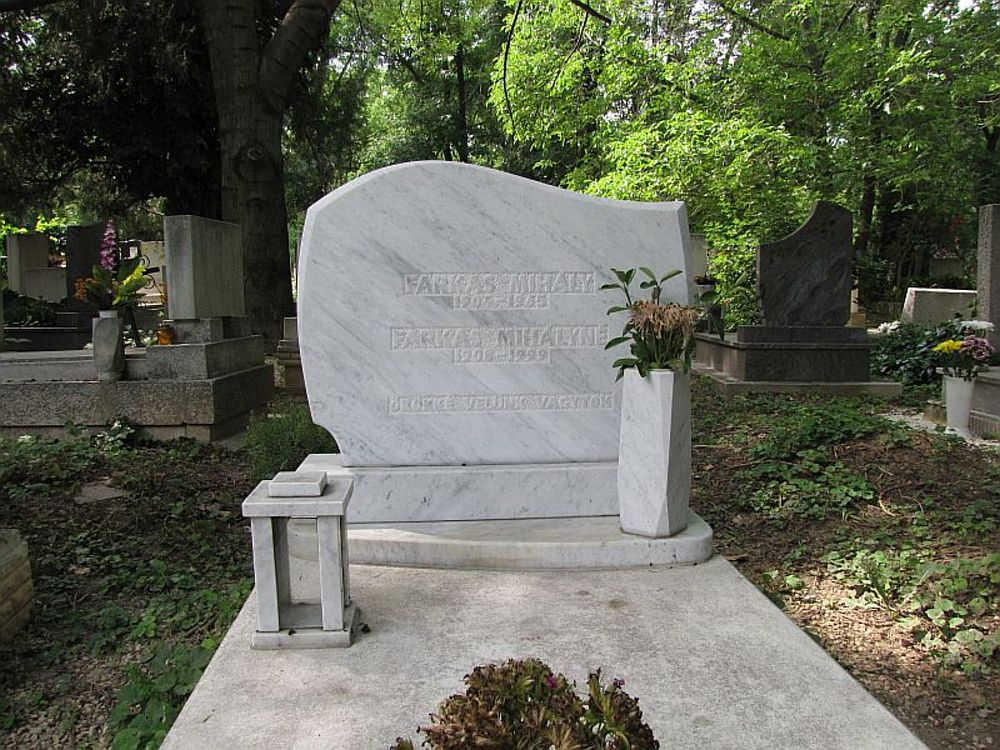
Sírja a Farkasréti temetőben (Hv18-11-3)

- Munkásegységgel – a magasabb életszínvonalért. Farkas Mihály, Kossa István, Apró Antal felszólalásai a Magyar Kommunista Párt 3. kongresszusán; Szikra, Bp., 1946
- Erős, egységes marxista-leninista pártért; in: Egyesülési Kongresszus. Tananyag alapfokú szemináriumok számára; MDP Országos Oktatási Osztálya, Bp., 1948
- Farkas Mihály beszéde az 1948. szept. 19-i díszszemlén; Szikra Ny., Bp., 1948
- Erős, egységes marxista-leninista pártért. Beszámoló a Magyar Kommunista Párt és a Szociáldemokrata Párt egyesülési kongresszusán 1948. június 14-én; Szikra, Bp., 1948
- Az egyesülés feladatai  Magyar Kommunista Párt megyei titkárai és a Magyar Kommunista Párt megyei titkárainak értekezletén tartott beszámolók; Szikra, Bp., 1948
- A párt: élcsapat / Farkas Mihály beszéde a Nagybudapesti Pártfunkcionáriusok Értekezletén 1948. szeptember 17-én / A MDP Politikai Bizottságának 1948. szeptember 2-i határozata a tagfelvételi és tagjelöltfelvételi zárlatról. Révai József vezércikke a Szabad Nép 1948. szeptember 5-i számából; Szikra, Bp., 1948
- A Szovjetunió felszabadító szerepe; Szikra, Bp., 1949 (A Magyar Dolgozók Pártja politikai akadémiája)
- Lenin és Sztálin tanítása a pártról 1950. jan. 30-án, a pártfőiskolán tartott előadás; Szikra, Bp., 1950 (Pártépítés kiskönyvtára)
- Legyen a magyar ifjúság Pártunk legjobb, legharcosabb, leghűbb segítőtársa. Klny. az "Egységes Ifjúság-szervezet a Párt segítője, tartaléka" c. elméleti pártnapok anyagához; MDP, Bp., 1950
- Harc a Tito-klikk ellen a kommunista pártok nemzetközi kötelessége / Farkas Mihály: A jugoszláv hadsereg az angol-amerikai imperialisták hatalmában / Péter Gábor: Tito-Rankovics Gestapója; Á.V.H., Bp., 1950
- Farkas Mihály felszólalása a Magyar Dolgozók Pártja 2. kongresszusán; MDP, Bp., 1951

## Emlékezete
- Alakja felbukkan (említés szintjén) Kondor Vilmos magyar író Budapest novemberben című bűnügyi regényében.
- Bacsó Péter A tanú című filmjében „Bástya elvtárs” alakját Farkas Mihályról mintázta (Both Béla alakítása).
- A Puskás, a musical című darabban is megjelenik.